# Lista de arruamentos de São João de Brito (Lisboa)
A lista de arruamentos de São João de Brito apresenta os 24 arruamentos oficiais da antiga freguesia lisboeta de São João de Brito, actualmente integrada na freguesia de Alvalade, e a sua descrição.

## Avenida Almirante Gago Coutinho
ver: Avenida Almirante Gago Coutinho
A Avenida Almirante Gago Coutinho, também conhecida como Avenida Gago Coutinho, é uma arruamento da cidade de Lisboa que se expande por quatro freguesias da cidade (Alto do Pina, Alvalade, São João de Brito e São João de Deus). Serve também de fronteira entre estas freguesias e a freguesia de Marvila, não estando incluída, no entanto, nesta última.
Aquando da sua construção em 1946, foi designada por prolongamento da Avenida Almirante Reis (edital de 17 de fevereiro de 1947). A partir de 1956 passou a ser conhecida como Avenida do Aeroporto. Na mesma data o Aero-Club de Portugal sugeriu a atribuição do nome "Avenida Gago Coutinho – Sacadura Cabral", tendo a Comissão Municipal de Toponímia discordado argumentando que "deverá seguir-se a orientação até agora adoptada de só se consagrarem na toponímia da cidade nomes de individualidades que tenham falecido já alguns anos, lembrando, entretanto, que o nome de Sacadura Cabral já se encontra atribuído a uma avenida da capital".
Quando Gago Coutinho faleceu a 18 de fevereiro de 1959, e no ano seguinte, no dia 2 de janeiro, foi dado à Avenida do Aeroporto o nome de Gago Coutinho, com a legenda "Sábio Herói da Navegação Aérea".
Antigamente a avenida compreendia-se entre a Praça do Areeiro (atual Praça Francisco Sá Carneiro) e o Aeroporto do Lisboa (junto à Avenida de Berlim). No entanto, a 9 de dezembro de 1989, o troço compreendido entre a Praça do Aeroporto (conhecida coloquialmente por Rotunda do Relógio) e o Aeroporto passou a denominar-se Alameda das Comunidades Portuguesas.
A avenida é caracterizada por edifícios no estilo chamado Português Suave.

## Avenida da Igreja
ver: Avenida da Igreja
A Avenida da Igreja é um arruamento lisboeta dividido entre as freguesias de São João de Brito e do Campo Grande. Tem início no Largo Frei Heitor Pinto, junto da Igreja de São João de Brito e término no Campo Grande. A avenida tem a meio a Praça de Alvalade dividindo-a numa zona mais comercial (Largo Frei Heitor Pinto-Praça de Alvalade) e noutra mais residencial (Praça de Alvalade-Campo Grande).
É umas das artérias principais do bairro de Alvalade, tendo sido inaugurada em 1948. O seu nome anterior era "arruamento que divide os grupos 1 e 2 do Sítio de Alvalade".

## Avenida de Roma
ver: Avenida de Roma
A Avenida Roma é uma grande avenida da cidade de Lisboa estendendo-se pelas freguesias de Alvalade, Campo Grande, São João de Brito e São João de Deus. Inicia-se na Praça de Londres e termina na Avenida do Brasil, junto ao Hospital Júlio de Matos.
É uma das principais avenidas da zona das Avenidas Novas de Lisboa, sendo uma das principais artérias do bairro de Alvalade. Homenageia a cidade de Roma desde 27 de dezembro de 1930, inserindo-se num contexto de Estado Novo, onde o nacionalismo era contrabalançado com uma ambicionada dimensão internacional da cidade de Lisboa, com nomes como Avenida de Roma, Avenida de Madrid, Praça de Londres, entre outras.
Antigamente designava-se por "Avenida n.º 19, do plano de melhoramento aprovado em 07/04/1928, compreendida entre a Rotunda a norte da Avenida de António José de Almeida e Avenida Alferes Malheiro – atual Avenida do Brasil".

## Avenida do Brasil
ver: Avenida do Brasil
A Avenida do Brasil, situada nas freguesias do Campo Grande e São João de Brito de Lisboa, é um dos principais arruamentos dos bairros de Alvalade e do Campo Grande. Tem início no Campo Grande e término na Praça do Aeroporto (mais conhecida por Rotunda do Relógio).
O seu nome foi atribuído por edital municipal de 23 de dezembro de 1948, para designar a artéria até aí conhecida como Avenida Alferes Malheiro (antes conhecida como Avenida do Parque).

## Avenida do Rio de Janeiro
ver: Avenida do Rio de Janeiro
A Avenida do Rio de Janeiro, situada na freguesia lisboeta de São João de Brito, é uma das principais artérias do bairro de Alvalade. Inicia-se na Avenida dos Estados Unidos da América e termina na Avenida do Brasil junto ao Laboratório Nacional de Engenharia Civil.
A avenida homenageia a cidade brasileira do Rio de Janeiro,  nome atribuído através de um edital da Câmara Municipal de Lisboa datado de 29 de julho de 1948, substituindo o antigo nome provisório Avenida de Ligação entre a Avenida dos Estados Unidos da América e a Avenida do Brasil.

## Avenida Dom Rodrigo da Cunha
A Avenida Dom Rodrigo da Cunha é um arruamento da freguesia de São João de Brito que faz a ligação entre a Avenida Almirante Gago Coutinho (junto à Avenida José Régio e ao Parque da Bela Vista) e a Avenida Santa Joana Princesa, fazendo também a ligação ao Largo Frei Heitor Pinto e à Avenida da Igreja pedonalmente por trás da Igreja de São João de Brito.
O arruamento homenageia o antigo arcebispo de Lisboa Rodrigo da Cunha (1577–1643), tendo o nome sido atribuído a 13 de abril de 1949, após a construção do bairro de Alvalade. O seu nome provisório era Avenida compreendida entre a Avenida do Aeroporto [atual Avenida Almirante Gago Coutinho] e o Largo Frei Heitor Pinto (o troço em linha recta até à Avenida Santa Joana Princesa).

## Avenida dos Estados Unidos da América
ver: Avenida dos Estados Unidos da América

## Avenida Marechal António de Spínola
ver: Avenida Marechal António de Spínola

## Avenida Marechal Craveiro Lopes
ver: Segunda circular

## Avenida Santa Joana Princesa
A Avenida Santa Joana Princesa é uma avenida da cidade de Lisboa, localizada na freguesia de São João de Brito no bairro de Alvalade. Tem início no final da Avenida Dom Rodrigo da Cunha, descrevendo uma curva de quase 180º e desembocando no Largo Frei Heitor Pinto junto à Igreja de São João de Brito. Pela Avenida pode aceder-se pedonalmente ao Largo Frei Heitor Pinto através da Rua de São João de Brito.
Recebeu o seu nome a 13 de maio de 1949, homenageando a Beata Joana, Princesa de Portugal (1453–1490), conhecida por Santa Joana Princesa.

## Estrada da Portela
A Estrada da Portela é uma rua lisboeta localizada na freguesia de São João de Brito. Era antigamente uma das estradas de entrada e saída na cidade fazendo a ligação com a povoação da Portela de Sacavém, passando pelos atuais terrenos do Aeroporto Internacional de Lisboa. Dela sobram alguns troços localizados a leste do Bairro de São João de Brito, perto da Avenida do Brasil, estando abandonada a ligação antiga à Portela devido à construção do Aeroporto e da Segunda Circular.
A estrada tem o seu início na Rua Engenheiro Manuel Rocha, tendo saídas para o Bairro de São João de Brito e para a Azinhaga Salreu. No final, a estrada transforma-se na Rua das Mimosas. Quer a Azinhaga Salreu, quer a Rua das Mimosas são topónimos não oficiais da Câmara Municipal de Lisboa.

## Largo do Pote de Água
O Largo do Pote de Água é uma pequena praça de Lisboa localizada na freguesia de São João de Brito nas traseiras da Avenida do Brasil, tendo apenas saída pela Rua Coronel Marques Leitão junto ao Largo João Vaz. Era antigamente designado por Rua 1, à Avenida do Brasil, recebendo o seu atual nome a 21 de dezembro de 1960 homenageando a localidade (anterior ao bairro de Alvalade) do Pote de Água.

## Largo Frei Heitor Pinto
O Largo Frei Heitor Pinto é uma pequena praça de Lisboa, no seio da freguesia de São João de Brito (Lisboa) e onde se localiza a igreja que dá nome à freguesia. Ao largo afluem a Avenida da Igreja, a Avenida do Rio de Janeiro, bem como a Avenida Santa Joana Princesa e pelas traseiras da igreja a Rua de São João de Brito.
Através de um edital de 13 de maio de 1949, a Câmara Municipal de Lisboa prestou homenagem ao religioso e escritor do século XVI Frei Heitor Pinto, dando-lhe o nome do arruamento anteriormente conhecido apenas por Largo existente no topo nascente da Avenida da Ireja.

## Largo Frei Luís de Sousa
O Largo Frei Luís de Sousa é uma pequena praça residencial localizada na freguesia lisboeta de São João de Brito, no Bairro de Alvalade. Até 25 de outubro de 1971, era conhecido como Largo de Alvalade, nome que ostentava desde 26 de maio de 1956. Anteriormente era a Praceta da Rua Filipe de Magalhães.
O largo tem uma única saída para a Rua Filipe de Magalhães, numa zona de vivendas de Alvalade, por detrás da Avenida do Rio de Janeiro.
Homenageia o sacerdote Manuel de Sousa Coutinho (1555–1632), mais conhecido como Frei Luís de Sousa.

## Largo João Vaz
O Largo João Vaz é um arruamento da freguesia de São João de Brito, em Lisboa, localizado no bairro de Alvalade. Forma-se pela confluência da Rua Constantino Fernandes, da Rua Coronel Marques Leitão e de duas entradas para o Largo do Pote de Água.
O seu atual nome foi dado através de um edital de 26 de maio de 1956, sendo que antigamente era conhecido como Praceta da Rua Constantino Fernandes.
O largo homenageia o pintor e professor João Vaz.

## Largo Ribeiro Cristino
O Largo Ribeiro Cristino é um pequeno largo do bairro de Alvalade, freguesia de São João de Brito em Lisboa. É formado pela confluências das ruas Lopes de Mendonça e Coronel Marques Leitão.
Tem o atual nome desde 26 de maio de 1956, sendo que antes dessa data era conhecida como "Praceta das ruas 31 [atual Rua Lopes Mendonça] do Sítio de Alvalade e Coronel Marques Leitão [antiga rua 27]". Homenageia o pintor João Ribeiro Cristino da Silva.

## Praça de Alvalade
ver: Praça de Alvalade

## Praça do Aeroporto
ver Praça do Aeroporto

## Rua Acácio de Paiva
A Rua Acácio de Paiva é um arruamento da freguesia lisboeta de São João de Brito, localizada no Bairro de Alvalade. Inicia-se na Avenida da Igreja e termina na Rua João Saraiva. Cruza a Rua Luís Augusto Palmeirim e a Rua do Centro Cultural. O tráfego automóvel processa-se em apenas um sentido (Sul-Norte) entre a Avenida da Igreja e a Rua Luís Augusto Palmeirim, e com dois sentidos entre esta e o final do arruamento. Homenageia o escritor Acácio de Paiva.